# 4218 Demottoni
4218 Demottoni је астероид главног астероидног појаса са средњом удаљеношћу од Сунца која износи 2,247 астрономских јединица (АЈ).
Апсолутна магнитуда астероида је 14,1.